# Stephanie Graf
Stephanie »Steffi« Graf-Zitny, avstrijska atletinja, * 26. april 1973, Celovec, Avstrija.
Nastopila je na poletnih olimpijskih igrah leta 2000 ter osvojila naslov olimpijske podprvakinje v teku na 800 m. Na svetovnih prvenstvih je osvojila srebrno medaljo v isti disciplini leta 2001, na svetovnih dvoranskih prvenstvih srebrni medalji v letih 2001 in 2003, na evropskih prvenstvih bronasto medaljo leta 1998, na evropskih dvoranskih prvenstvih pa naslov prvakinje leta 2000 in srebrno medaljo leta 2002. Leta 2010 je prejela dvoletno prepoved nastopanja zaradi dopinga.